# Scandiano
Scandiano is een gemeente in de Italiaanse provincie Reggio Emilia (regio Emilia-Romagna) en telt 23.332 inwoners (31-12-2004). De oppervlakte bedraagt 49,8 km², de bevolkingsdichtheid is 466 inwoners per km².
De volgende frazioni maken deel uit van de gemeente: Arceto, Bosco, Ca' de Caroli, Cacciola, Chiozza, Fellegara, Gessi-Mazzalasino, Iano, La Braglia, La Riva, Pratissolo, Rondinara, San Ruffino, Ventoso.

## Demografie
Scandiano telt ongeveer 9090 huishoudens. Het aantal inwoners steeg in de periode 1991-2001 met 4,2% volgens cijfers uit de tienjaarlijkse volkstellingen van ISTAT.
| Jaar | Inwoneraantal |
| ---- | ------------- |
| 1991 | 21.908        |
| 2001 | 22.839        |

## Geografie
De gemeente ligt op ongeveer 95 m boven zeeniveau.
Scandiano grenst aan de volgende gemeenten: Albinea, Casalgrande, Castellarano, Reggio Emilia, Viano.

## Geboren
- Lazzaro Spallanzani (1729-1799), bioloog
- Fermo Camellini (1914-2010), Italiaans-Frans wielrenner
- Romano Prodi (1939), voorzitter van de Europese Unie (1999-2004) en premier van Italië (1996-1998, 2006-2008)
- Giorgia Birkeland (2002), schaatsster